# William A. Dembski

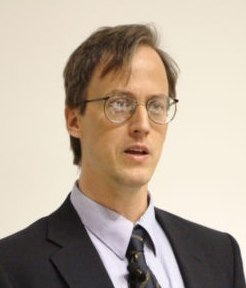
Dembski an der University of California, Berkeley im Jahr 2006

William Albert „Bill“ Dembski (* 8. Juli 1960 in Chicago) ist ein US-amerikanischer Mathematiker, Philosoph und Theologe. Dembski ist bekannt als Vertreter des Intelligent Design. Seine Kernaussage ist, dass spezifizierte Komplexität als Nachweiskriterium für intelligentes Design dienen könne.

## Leben
Dembski wuchs als Katholik auf. Er war das einzige Kind eines Biologieprofessors, der die Evolution akzeptierte. Er verließ das College mit 17 Jahren und arbeitete in der Kunsthandlung seiner Mutter. Er sagt, dass er ursprünglich zum Christentum keine Beziehung hatte, aber während seiner „schwierigen Lebensphase“ auf die Bibel und auf kreationistische Literatur zurückgriff, um die Welt zu verstehen. Er akzeptierte die Lehren der Junge-Erde-Kreationisten nicht, aber ihre Kritik an der Evolutionstheorie sprach ihn an.

„Dennoch war es ihre Literatur, die mich zum erstenmal zum Nachdenken darüber brachte, wie unwahrscheinlich es ist, biologische Komplexität zu erzeugen, und wie man an dieses Problem wissenschaftlich herangeht. A. E. Wilder-Smith war in dieser Beziehung besonders wichtig für mich. Seine intuitiven Ideen über Information streng auszuarbeiten, hat für vieles in meiner Forschung den Anstoß gegeben.“

An der University of Illinois, Chicago (UIC), begann er wieder zu studieren. Er erwarb dort 1981 einen Bachelor in Psychologie, 1983 einen Master in Statistik und 1985 einen Master in Mathematik. 1988 promovierte er in Mathematik in Chicago bei Patrick Billingsley (Chaos, Uniform Probability, and Weak Convergence). In Postdoctoral Fellowships arbeitete er bis 1991 in Mathematik für die National Science Foundation, und dann 1992–1993 in Geschichte und Philosophie der Wissenschaft an der Northwestern University. Er erwarb 1993 einen Master- und 1996 einen Doktortitel in Philosophie, beide an der UIC, und einen Mastertitel in Theologie, ebenfalls 1996, am Princeton Theological Seminary, einer Ausbildungsstätte für Geistliche in der Trägerschaft der Presbyterianischen Kirche.
Im Jahr 1999 wurde Dembski auf Initiative von Robert Sloan, Rektor an der Baylor Universität in Waco (Texas), Direktor des neu gegründeten Michael-Polanyi-Centers. Da dieses Center von Rektor Sloan ohne die übliche Konsultation der Fakultät gegründet wurde und viele Mitglieder der Fakultäten wegen des „Intelligent-Design Think-Tanks“ um den Ruf der Universität fürchteten, wurden sowohl Dembski als auch das neue Institut schnell Zielscheibe starker Kritik. Nachdem der Fakultätssenat mit 26:2 Stimmen für eine Auflösung des Michael-Polanyi-Centers stimmte, setzte Rektor R. Sloan eine Gutachterkommission aus Wissenschaftlern von außerhalb der Baylor Universität ein. Die Gutachter kamen zu der Empfehlung das Michael Polanyi-Center im Baylor Institute for Faith and Learning aufgehen zu lassen und den unangemessenen Gebrauch des Namens „Michael Polanyi“ zu beenden. Dembski hingegen sah den Gutachterbericht als Triumph für „Intelligent Design“ und beschuldigte gleichzeitig seine Kollegen der dogmatischen Unterdrückung seiner Arbeit, was zu einem Eklat führte. Gegen Dembski wurde von einigen Kollegen wiederum der Vorwurf erhoben, er sei ein „Kreationist mit Tarnkappe“. Es folgten seine Entfernung aus dem Amt des Direktors und die Suspendierung des Instituts im Oktober 2000.
Seit 1. Juni 2006 ist Dembski Professor für Philosophie am Southwestern Baptist Theological Seminary in Fort Worth, Texas, das von der Southern Baptist Convention unterhalten wird.

## Anwalt des Kreationismus
Dembski ist der Ansicht, es sei statistisch unwahrscheinlich, dass natürliche Selektion die außerordentliche Vielfalt des Lebens hervorbringen könne. Dieser Standpunkt kristallisierte sich bei einer Konferenz über Zufälligkeit (Randomness) an der Ohio State University 1988 heraus, wo der Statistiker Persi Diaconis zum Abschluss sagte: „Wir wissen, was Zufälligkeit nicht ist. Was sie ist, wissen wir nicht.“ Dembski nennt dieses Ereignis den Katalysator für seine nachfolgenden Arbeiten über Design. Er stellte im Ergebnis die Hypothese auf, dass Zufälligkeit ein abgeleiteter Begriff sei, der nur unter Rückgriff auf Design, als den grundlegenderen Begriff, verstanden werden könne. Diese Gedanken präsentierte er 1991 in seinem Papier „Randomness by Design“, das in der Zeitschrift Noûs erschien. Diese Gedanken führten ihn zu seinem Begriff der spezifizierten Komplexität, den er in dem Buch The Design Inference entwickelte, einer Überarbeitung seiner Dissertation in Philosophie.
1998 veröffentlichte Dembski sein erstes Buch, The Design Inference: Eliminating Chance through Small Probabilities, in dem er noch nicht, wie in seinen späteren Büchern, offen Intelligent Design als Ursprung des Universums propagiert, sondern eine eher hypothetische Abhandlung über die Möglichkeiten der Detektion von Design bietet. Dieses Buch avancierte zum bestverkauften philosophischen Fachbuch des Verlages, der Cambridge University Press. Der Titel eines anderen Buches, Mere Creation, ist eine Anspielung an C. S. Lewis’ Buch Mere Christianity (Pardon, ich bin Christ). In No Free Lunch behandelt Dembski die angeblichen Konsequenzen der No-Free-Lunch-Theoreme aus der Theorie der kombinatorischen Optimierung für die von ihm propagierten „Theorie der spezifizierten Komplexität“. David Wolpert, der zusammen mit MacCready die No-Free-Lunch-Theoreme entdeckt hat, kommentierte die Arbeit Dembski’s mit den Worten: „I say Dembski ‘attempts to’ turn this trick because despite his invoking the NFL theorems, his arguments are fatally informal and imprecise. Like monographs on any philosophical topic in the first category, Dembski’s is written in jello. There simply is not enough that is firm in his text, not sufficient precision of formulation, to allow one to declare unambiguously ‘right’ or ‘wrong’ when reading through the argument. All one can do is squint, furrow one’s brows, and then shrug.“ Der Philosoph Robert Koons hingegen, Fellow des neokreationistischen Center for the Renewal of Science and Culture, bezeichnete Dembski dafür als den „Isaac Newton“ der Informationstheorie. Sein Konzept wurde von dem Informatiker Jeffrey Shallit und dem Meeresbiologen Wesley R. Elsberry kritisiert.
Dembski ist Senior Fellow des Center for Science and Culture, einer Abteilung des christlich-konservativen Discovery Institute in Seattle, Washington, und geschäftsführender Direktor der International Society for Complexity, Information, and Design (ISCID), eines 2003 in den USA als „non-profit organisation“ registrierten Intelligent-Design Think-Tanks.
2016 hat er sich öffentlich von der Intelligent Design Community zurückgezogen.

## Schriften (Auswahl)
- The Design Inference: Eliminating Chance through Small Probabilities, Cambridge University Press, 1998
- Mere Creation, InterVarsity Press, 1998
- Intelligent Design: The Bridge Between Science and Theology, InterVarsity Press, 1999
- Unapologetic Apologetics: Meeting the Challenges of Theological Studies (mit Jay Wesley Richards), InterVarsity Press, 2001
- No Free Lunch, Rowman & Littlefield Publishers, 2002
- The Design Revolution: Answering the Toughest Questions about Intelligent Design, InterVarsity Press, 2004
- The Design of Life, 2008 (mit Jonathan Wells)
- The Patristic Understanding of Creation, Erasmus Press, 2008 (mit Wayne J. Downs und Fr. Justin B. A. Frederick)
- Understanding Intelligent Design (mit Sean McDowell), Harvest House Publishers, 2008
- The End of Christianity: Finding a Good God in an Evil World, Nashville, Tennessee: B&H Publishing, 2009